# WinUHA
WinUHA — безкоштовний архіватор, для роботи під управлінням операційної системи Microsoft Windows.

## Опис
WinUHA є архіватором з високою ступенем стиснення, представляючи собою графічну оболонку для архіватора UHARC (* .uha), вміє працювати з численними популярними форматами стиснення даних, але відсутня підтримка обробки формату ZIP.  WinUHA має спеціальний алгоритм для більш високого ступеня стиснення мультимедійних файлів.  Володіє малою швидкістю стиснення .